# 188.ª Divisão de Montanha (Alemanha)
A 188ª Divisão de Montanha (em alemão:188. Gebirgs-Division) foi uma unidade militar que serviu no Exército alemão durante a Segunda Guerra Mundial.

## Comandantes
| Comandante                          | Data                                       |
| 188ª Divisão de Montanha da Reserva | 188ª Divisão de Montanha da Reserva        |
| ----------------------------------- | ------------------------------------------ |
| Generalleutnant Hans von Hößlin     | 20 de outubro de 1943 - 1 de março de 1944 |
| 188ª Divisão de Montanha            |                                            |
| Generalleutnant Hans von Hößlin     | 1 de março de 1944 - 8 de maio de 1945     |

## Oficiais de operações
| Major Peter Hörmann     | 8 de outubro de 1943-1 de fevereiro de 1944 |
| Desconhecido            | 1 de fevereiro de 1944-20 de junho de 1944  |
| Major Josef Kuhn        | 20 de junho de 1944-Dec 1944                |
| Hauptmann Mitterwellner | 10 de dezembro de 1944-maio de 1945         |

## Área de operações
| Itália & Eslovênia | outubro de 1943 - março de 1944 |